# Селятіно (станція)
Селя́тіно (рос. Селя́тино) — проміжна залізнична станція Київського напрямку Московської залізниці, Московсько-Смоленського центру організації роботи залізничних станцій ДЦС-3 Московської дирекції управління рухом. Розташована в однойменному селищі міського типу Наро-Фоминського міського округу Московської області РФ. За обсягом виконуваних робіт віднесена до 2-го класу.

## Історія
Станція відкрита 1926 року.
Від станції Селятіно щорічно наприкінці квітня-початку травня організовується літерний ешелон з так званою показною військовою технікою ЗС РФ для участі у параді перемоги у Москві, який зазвичай прибуває на станцію Пресня.
7 грудня 2022 року зі станції Селятіно до станції Полонка (Білорусь) відправлений черговий військовий ешелон із технікою постачання для ЗС РФ, в складі якого було помічено: понад 15 бензовозів, не менше п'яти «КамАЗ»ів, три «Урал»а та БТР-80А, а також три вантажних вагонів з озброєнням для накопичення сил та засобів російської окупаційної армії на території Білорусі, для ведення можливих бойових бій в ході російського вторгнення в Україну.

## Пасажирське сполучення
На станції зупиняються всі приміські електропоїзди, крім експресів. Пасажирська платформа острівного типу, турнікетами не обладнана.

## Колійний розвиток
На станції 7 колій, з них дві головні та п'ять бічних. Сьома колія коротка й неелектрифікована. У 2009 році на ній спорудженні вагонні ваги.
На станції щоденно здійснюється великий оборот вагонів, на якій  зупиняються збірні вантажні поїзди. Бічні колії електрифіковані. До шостої колії примикають під'їзні колії «Гідромонтаж», до третьої та п'ятої примикають колії з ОМС, з нафтобази, з військової частини. Лінія до військової частини побудована у 1985—1986 роках.